# Krabat (Sage)

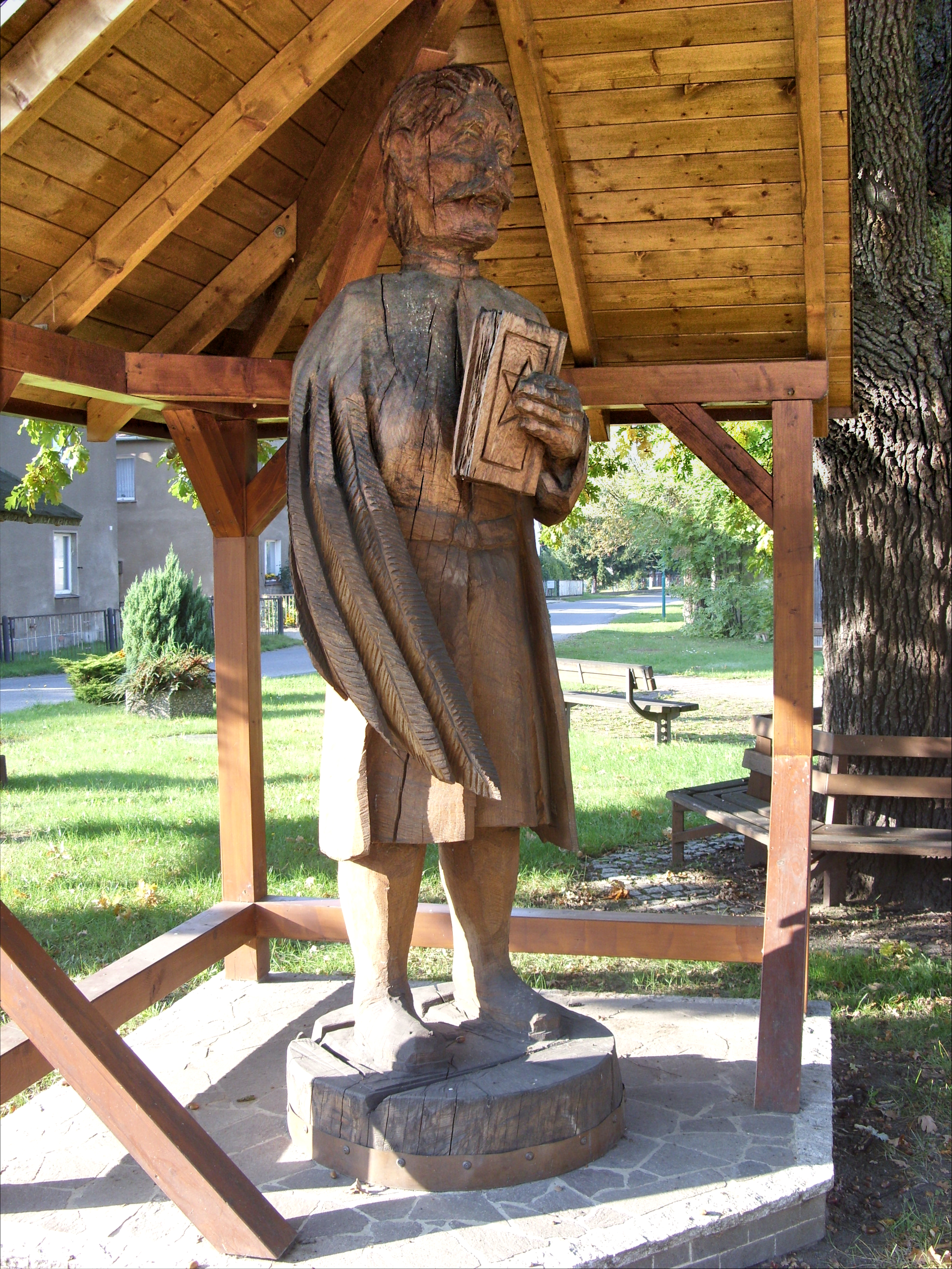
Krabat-Statue in Groß Särchen

Krabat (entlehnt von kroatisch Hrvat für Kroate) ist eine Sagengestalt der Sorben. Die Krabat-Sage ist  eine variabel zusammengesetzte Kollektion sagen- bis märchenhafter Episoden unterschiedlicher Herkunft und Verbreitung, die regional einer Person namens Krabat zugeschrieben und durch eine ebenfalls variierende Rahmenerzählung miteinander verknüpft wurden. Krabat wird darin als anfangs gewöhnlicher Sterblicher und Einwohner der Region geschildert, der in den Besitz von Zauberkräften gelangt, die er überwiegend zu guten Zwecken einsetzt. Schauplatz des Geschehens ist hauptsächlich die Gegend zwischen Hoyerswerda und Königswartha in der Oberlausitz.

## Entstehung und Überlieferung der Sage
Die ältesten schriftlichen Belege für die Existenz einer Krabat-Sage finden sich in den Sitzungsprotokollen des im Jahr 1838 von Oberlausitzer Studenten an der Universität Breslau gegründeten Akademischen Vereins für lausitzische Geschichte und Sprache. Aus diesen Unterlagen geht hervor, dass am 12. Januar 1839 Awgust Bulank Erzählungen über den „Särchner Krabat“ vortrug und 1840 Jan Awgust Warko Krabatsagen aufzeichnete. Die Inhalte sind allerdings nicht mehr zugänglich; das gesamte Konvolut der schriftlichen Arbeiten des Vereins inklusive Vortragsskripten gilt als verschollen.
Erst ungefähr zehn Jahre später, in der 1848 bis 1852 von Franz Schneider handschriftlich angelegten Khronika Kulowa, die Chronik von Wittichenau und Umgegend, wird wieder ein „Krabat“ schriftlich erwähnt. Schneider war von 1838 bis 1839 Mitglied des Vereins und gehörte darin wie A. Bulank und J. A. Warko der Wendischen Section an. Ab 1847 wirkte er als Kaplan, später als Pfarrer in Wittichenau. Bezugnehmend auf Einträge in den Wittichenauer Kirchenbüchern schreibt er in der deutschsprachigen Fassung der Chronik folgendes:

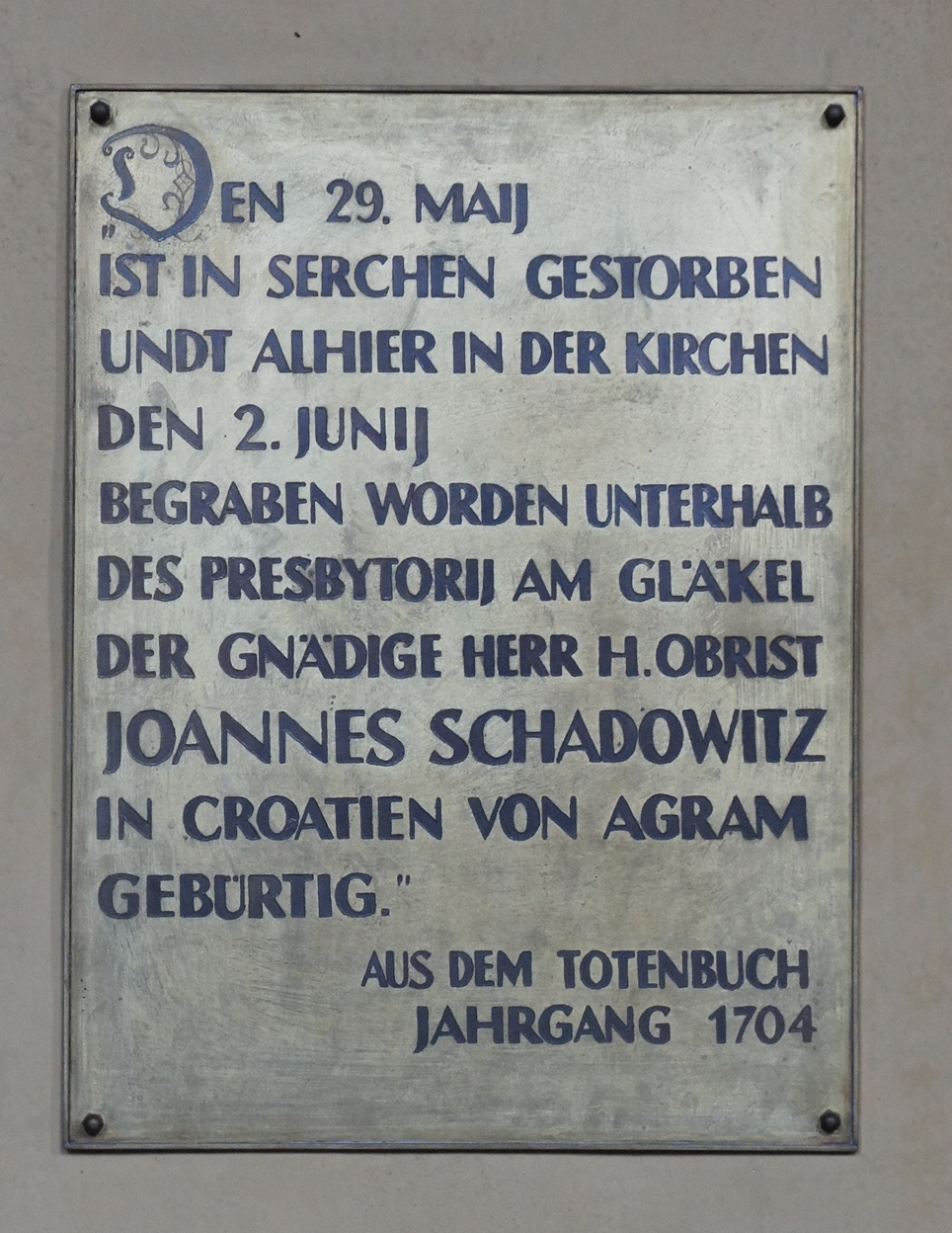
Gedenktafel für Johann Schadowitz, Vorbild für die Sagengestalt Krabat, in der katholischen Kirche in Wittichenau (sorbisch Kulow)

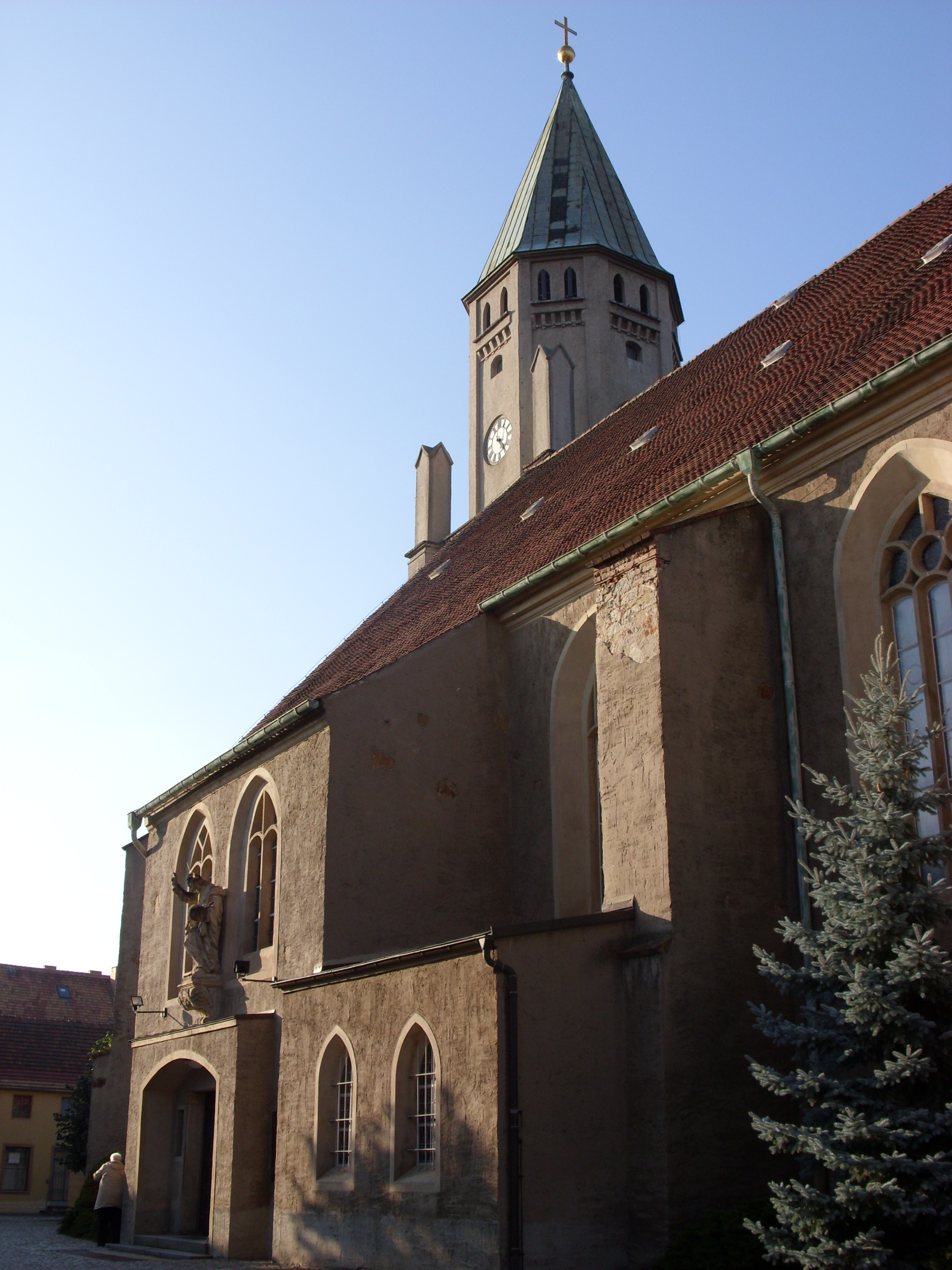
Die Pfarrkirche von Wittichenau, letzte Ruhestätte des „historischen Krabat“

„1704 d. 29. Mai starb zu Särchen der Obrist Johann Schadowitz, 80 Jahre alt, aus Agram in Croatien gebürtig. Er wurde in der Pfarrkirche zu Wittichenau unterhalb des Presbyterii am Glöckchen begraben. Im Jahre 1795, als man an dieselbe Stelle den Pfarrer Georg Brückner begrub, fand man daselbst noch den Degen des Obristen. Dieser Croat Schadowitz ist derselbe, der in unserer Gegend unter dem Namen Krabat bekannt ist: denn „Croat“ hat sich im Volksmunde in „Krabat“ verwandelt. Der Croat war reich – Herr von Särchen – und stand in dem Rufe eines Schwarzkünstlers. So soll er einmal – nach der Volkssage – auf der Pfarrei in Wittichenau eine Hand voll Hafer in den Kacheltopf geworfen und daraus ein Regiment Soldaten hervorgezaubert haben, welches sich im Pfarrhofe aufstellte. Mit dem Churf. v. Sachsen und König v. Polen Fried. August 1. lebte der Croat in inniger Freundschaft. Bei dem Könige soll er oft zu Mittag gespeist und einmal die Reise von Särchen nach Dresden in der Luft gemacht haben. Bei dieser Luftreise soll er mit seinem Wagen an die Spitze des Kamenzer Kirchturms angestoßen und dieselbe umgebogen haben. Den Churfürsten soll er einmal aus der Türkei durch Zauberkünste gerettet haben. – Das Totenbuch der Pfarrkirche zu Wittichenau meldet den Tod des Croaten ohne weitere Bemerkung.“

Da Schneider für die „Volkssage“ keine Quellen nennt und die eventuell aufschlussreichen Aufzeichnungen von Bulank und Warko verschollen sind, bleibt ungewiss, in welchem Ausmaß die genannten Begebenheiten seinerzeit im Volk tatsächlich einer Person namens Krabat zugeordnet wurden. Bei den Episoden Soldatenzauber und Luftreise handelt es sich um Wandermotive, die in zahlreichen Varianten weit über die Oberlausitz hinaus nachweisbar sind. In derselben Kombination tauchen sie in einem Sagenkomplex auf, der bereits 1837 in der Zeitschrift Neues Lausitzisches Magazin unter dem Titel Von einem bösen Herrn zu Groß Särchen veröffentlicht wurde. Der Name Krabat, der Kurfürst und die Türkei kommen darin nicht vor, dagegen ein anderes weit verbreitetes Sagenmotiv, das zunächst nicht in die Krabatsage einging: Der Akteur versucht mit dem Pflug ein Flussbett anzulegen, das jedoch ganz krumm wird, weil er die Zugtiere nicht beherrscht.
Wer die Geschichte um den „Bösen Herrn“ dem Neuen lausitzischen Magazin vermittelte, ist unbekannt. Herausgeber Joachim Leopold Haupt vermerkt lediglich, dass sie ihm mitgeteilt worden sei. Bald darauf fand sie Aufnahme in die von Heinrich Gottlob Gräve zusammengestellte Sammlung Volkssagen und volksthümliche Denkmale der Lausitz (erschienen 1839), wobei Gräve sie jedoch in den Sagenkreis um den historischen General Johann Paul Sybilski von Wolfsberg einreihte. In dieser Fassung, aber immer unter Verweis auf J. L. Haupt 1837 als Quelle, wurde sie anschließend von Johann Georg Theodor Grässe in Der Sagenschatz des Königreichs Sachsen (1855), von Karl Haupt in Sagenbuch der Lausitz (1862) und von Edmund Veckenstedt in Wendische Sagen, Märchen und abergläubische Gebräuche (1880) übernommen. Karl Haupt (Sohn von J. L. Haupt) separiert die Komplexe Sybilski und Böser Herr zu Groß Särchen zwar wieder voneinander, hält die Verbindung aber zumindest optional aufrecht: „Auch erzählt man, er [d. h. Sybilski] sei jener böse Herr in Groß-Särchen gewesen, der immer von diesem Dorfe aus in der Luft nach Dresden kutschirte und bei dieser Gelegenheit die Spitze des Kamenzer Kirchthurms zu Schanden fuhr.“
Nirgends in den genannten (durchweg deutschsprachigen) Sagensammlungen taucht der Name Krabat auf. Die Krabat-Tradition entwickelte sich bis gegen Ende des 19. Jahrhunderts ausschließlich in sorbischsprachigen Publikationen, wobei die Chronik von Wittichenau die einzige bleibt, in der die Krabatsage explizit mit der historischen Person Johann Schadowitz in Verbindung gebracht wird. Keine der nachfolgenden Adaptionen kommt auf den kroatischen Offizier zurück oder erklärt den exotischen Namen Krabat. Stattdessen wird dem Protagonisten eine immer detailliertere einheimische Biographie zugelegt. Nahezu konstant bleibt die Lokalisierung Krabats als Gutsherr in Groß Särchen, während die Ereignisse, durch die er in diese Position gelangt, in jeder Bearbeitung anders dargestellt werden.
Franz Schneiders Krabat-Exkurs stellt innerhalb seiner Chronik eigentlich einen Fremdkörper dar und ist dementsprechend knapp und distanziert gehalten. Die älteste schriftlich überlieferte Erzählung, deren Intention tatsächlich die Darbietung einer Krabatsage ist, veröffentlichte der sorbische Geistliche Michał Hórnik (Michael Hornig) 1858 in der Monatsbeilage des sorbischen Wochenjournals Serbske Nowiny unter dem Titel Krabat. Powjestka z ludu. (deutsch sinngemäß: Krabat. Eine Erzählung aus dem Volk.). Neben dem Soldatenzauber und der Luftreise erscheinen bei Hórnik erstmals Episoden aus der Kindheit und Jugend des Protagonisten: Krabat erlernt die Zauberkunst in einer Schwarzen Schule in Leipzig. Jedes Jahr ist einer der Schüler dem Teufel verfallen, aber Krabat wird von seiner Mutter gerettet, indem sie ihn unter seinen Kameraden erkennt, obwohl alle in Raben verwandelt sind. Einen ähnlichen Motivkomplex enthält das Märchen De Gaudeif un sien Meester, das seit 1819 in den Kinder- und Hausmärchen der Brüder Grimm vertreten ist.
Die nächste Version der Krabatsage wurde 1861 von Studenten am Wendischen Seminar in Prag niedergeschrieben, zum Druck brachte sie erst 1865 Georg Gustav Kubasch (Jurij Gustav Kubaš) unter dem Titel Khrabat. (Z luda.) (deutsch sinngemäß: Khrabat. Aus dem Volksmund.) in der Zeitschrift Łužičan. Khrabat ist darin der Sohn eines armen Mannes, der ebenfalls Khrabat hieß, und muss in seiner Kindheit Schweine und Kälber hüten. Breit ausgeführt werden die Türkei-Abenteuer. Neu erscheint der Motivkreis um das Zauberbuch – ein ebenfalls in vielen Varianten weit verbreiteter Sagenkomplex.
Einige Jahre später spiegelt Franz Schneiders Khronika Kulowa / Chronik von Wittichenau den wachsenden Umfang der Sage wider: In der 1878 gedruckten Fassung ist die Krabat betreffende Textpassage gegenüber dem handschriftlichen Original von 1848/1852 um etliches erweitert, unter anderem wurde die Episode um die Vernichtung des Zauberbuches einbezogen.
Die 1885 in der Zeitschrift Łužica abgedruckte Erzählung Bajka wo Krabace (deutsch: Erzählung vom Krabat) von Johann Goltsch (Jan Gólč) ist relativ schlicht, es fehlen die Episoden um Krabats Zaubererlehrzeit und die Abenteuer in der Türkei.
Wiederum in der Łužica publizierte Christian Traugott Pfuhl (Křesćan Bohuwěr Pful) 1887 die Geschichte Krabat. Po ludzacym powjedanju. (deutsch: Krabat. Nach Erzählung der Leute.) Neben anderen inhaltlichen Erweiterungen enthält diese auch literarisch beträchtlich ausgebaute Version erstmals das Motiv des Himmelszeichens bei Krabats Tod: Erscheint auf dem Sterbehaus ein Rabe, so zeigt dies an, dass Krabats Seele verloren ist, erscheint dagegen eine weiße Taube, ist sie gerettet. Pfuhl ist der erste Krabat-Autor, der in einem Kommentar wenigstens ansatzweise etwas über seine Quellen mitteilt. So vermerkt er hinsichtlich der neu aufgenommenen Motive, dass er sie in der Volksüberlieferung uneinheitlich teils auf Krabat, teils auf andere und namenlose Protagonisten bezogen vorgefunden habe. Das Auftreten des Personennamens Krabat gibt er konkret lediglich für die Gegend Delany und die weitere Umgebung, konkret den Ort Commerau an, ansonsten nur vage: „auf dem Felde“. Am Schluss schreibt er: „So sieht der Leser, dass und wie ich die zerstreuten Überbleibsel und Bruchstücke der Krabaterzählung in ein zusammenhängendes Ganzes komponiert habe.“ Nach welchen Maßstäben er mutmaßliche „Überbleibsel und Bruchstücke“ als zur Krabatsage gehörend identifizierte, ist allerdings nicht näher erläutert. Beispielsweise integrierte er eine Variation der seinerzeit schon in den Kinder- und Hausmärchen enthaltenen Geschichte vom Hahnenbalken, die gedruckten Vorgängerversionen der Krabatsage erwähnt er dagegen nicht.
Eine ganze Reihe weiterer Motive und Episoden sammelte schließlich Georg Pilk (Jurij Pilk) 1896 in einer Version mit dem Titel Die wendische Faust-Sage oder Serbski Faust. Erstmals wird darin das Dorf Eutrich bei Königswartha als Stätte der Kindheit Krabats genannt, desgleichen eine Schwarze Mühle bei Schwarzkollm als Ort der Zauberer-Ausbildung. Elegant umgeht Pilk das Rätsel des fremdartigen Namens, indem er Krabat als Stiefsohn eines armen wendischen Viehhirten vorstellt. In ausführlichen voran- und nachgestellten Kommentaren bemerkt Pilk unter anderem: „Die Sage, oder vielmehr der Sagenkreis, vom Hexenmeister Krabat, dem wendischen Faust, ist den slavischen Bewohnern beider Lausitzen so bekannt und geläufig wie keine andere derartige Überlieferung.“ sowie: „[…] daß von einem in aller Munde lebenden Sagenkreise, wie diesem, bis jetzt nur zwei kleine Fragmente gedruckt worden sind.“ Hierfür wird (nur in der sorbischen Übersetzung) auf die Sammlungen Haupt 1863 und Veckenstedt 1880 verwiesen, obwohl in diesen kein Krabat vorkommt. Die betreffende Belegstelle bei Haupt ist die Geschichte vom bösen Herrn in Groß Särchen. Bei Veckenstedt ist eine Erzählung gemeint, die 1879 von Hendrich Jordan unter dem Titel Koklaŕski (dt.: Der Zauberlehrling) als Niederlausitzer Sage in der Zeitschrift Časopis Maćicy Serbskeje veröffentlicht wurde, aber sehr ähnlich mit dem Titel Der Zauber-Wettkampf bereits 1845 in Deutsches Märchenbuch von Ludwig Bechstein und 1854 in Märchen für die Jugend von Heinrich Pröhle zu lesen war. Da derselbe Motivkomplex überdies auch in De Gaudeif un sien Meester vorkommt, beinhaltet die Krabatsage nun ein fast vollständiges Duplikat dieses Märchens. Ebenso wie Pfuhl beruft sich Pilk jedoch nachdrücklich auf die mündliche Volksüberlieferung und versichert: „[…] daß der Text der Krabat-Sage nicht im geringsten durch fremdes Beiwerk erweitert ist.“ Die Schneidersche Chronik scheint Pilk zu dieser Zeit nicht bekannt gewesen zu sein, denn er berichtet von eigenen (erfolglosen) Recherchen, um ein historisches Vorbild des Krabat ausfindig zu machen.
Im Unterschied zu allen vorangegangenen Bearbeitungen erschien Pilks Krabaterzählung in der Zeitschrift Sächsischer Erzähler zuerst in deutscher Sprache, erst anschließend wurde sie von Mikławš Andricki für die Łužica ins Sorbische übersetzt. Die deutschsprachige Fassung fand 1900 Aufnahme in die Anthologie Bunte Bilder aus dem Sachsenlande. Durch dieses Werk, das auch als Schullektüre konzipiert war und bis in die 1920er Jahre mehr als zwanzig Auflagen erlebte, wurde die Krabatsage erstmals in ganz Sachsen verbreitet.
1903 brachte Heinrich Andreas Schömmel mit dem Aufsatz Der Lausitzer Zauberer Krabat (Johann von Schadewitz) in der Zeitschrift Gebirgsfreund den kroatischen Offizier wieder in Erinnerung und ergänzte einige biographische Details, außerdem führte er beispielhaft einige Krabat-Episoden aus verschiedenen Quellen an.
Ebenfalls 1903 nahm Alfred Meiche in Zusammenarbeit mit Georg Pilk die Krabatsage in das Sagenbuch des Königreichs Sachsen auf. Dabei wurde der Komplex Von einem bösen Herrn in Groß Särchen aus der Sybilskisage in die Krabatsage verschoben, wodurch in letztere die Episode des Flussbettpflügens Einzug hielt, die zuvor noch kein Autor mit Krabat in Verbindung gebracht hatte. Außerdem wurden weitere bei Pilk 1896 nicht vorhandene Episoden und abweichende Passagen der Vorgängerversionen eingeflochten. Als Quellen sind Łužičan 1865 [= Kubasch], Łužica 1885 [= Goltsch], Gebirgsfreund XV. Jg. [= Schömmel] und Haupt Bd. 1 Nr. 219 [= Karl Haupt 1862] angegeben. Damit war die schriftliche Fixierung der landläufigen Krabatsage praktisch abgeschlossen. Die mündliche Überlieferung blieb dagegen weiterhin dynamisch. So berichtet Paul Nedo (Pawoł Nedo) noch 1956, nachdem er sich von alten Leuten in der Region um Groß Särchen Krabatgeschichten hatte erzählen lassen, dass in jeder von ihnen immer neue Gauklermotive auftauchten.

## Moderne literarische Bearbeitungen

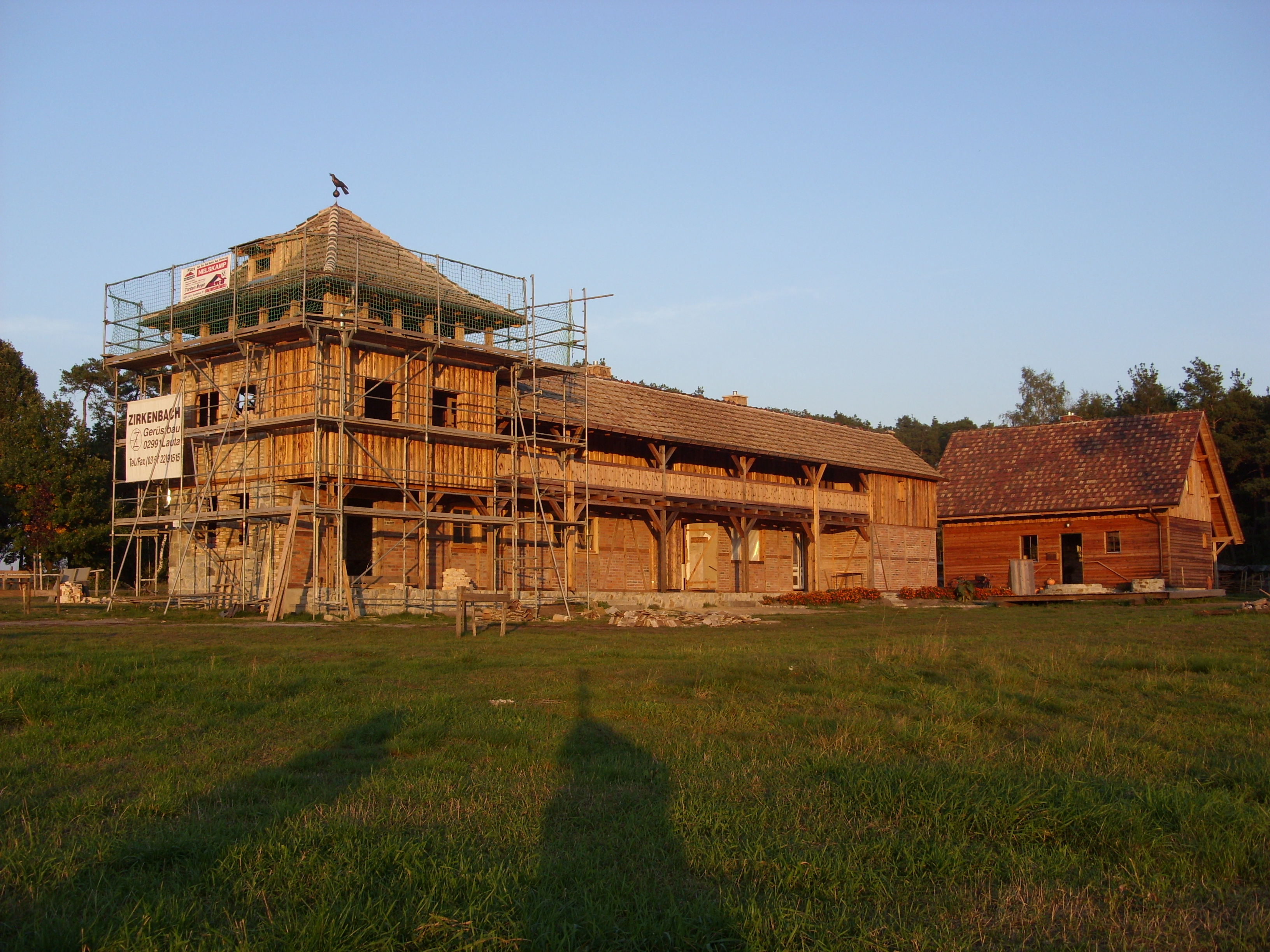
Laubengang und Gesindehaus des Erlebnishofs „Krabat-Mühle“ im Koselbruch bei Schwarzkollm zur Zeit des Baus 2008.

### Měrćin Nowak-Njechorński
Mit Mišter Krabat (deutscher Titel: Meister Krabat der gute sorbische Zauberer) veröffentlichte Měrćin Nowak-Njechorński 1954 die erste moderne Version des Krabat-Stoffes zunächst in sorbischer Sprache, ein Jahr später erschien eine deutschsprachige Übersetzung von Jurij Brězan. Měrćin Nowak-Njechorński setzte den Stoff in einem sozialistischen Geist um.

### Jurij Brězan
Krabat ist eine Hauptfigur dreier Romane des bedeutenden sorbischen Schriftstellers Jurij Brězan: Die schwarze Mühle (1968), Krabat oder Die Verwandlung der Welt (1976) und Krabat oder Die Bewahrung der Welt (1993).

### Otfried Preußler
Einer größeren Öffentlichkeit außerhalb der DDR wurde die Sagenfigur vor allem durch das Jugendbuch Krabat von Otfried Preußler bekannt, das 1971 erschien und eine beliebte Schullektüre ist. Zur ursprünglichen Sage gibt es im Roman einige Unterschiede: So verirrt sich Krabat nicht, wie zu Beginn der Sage, im Wald und stößt dabei auf die Mühle, sondern wird in drei Träumen von der Stimme des Meisters zur Mühle gerufen. Während die Lehrlinge ihn in der Sage an ihren Meister verraten, sind sie im Buch mit ihm verbündet oder verhalten sich passiv. Auch ist es nicht die Liebe seiner Mutter, die ihn rettet, sondern die Liebe eines Mädchens, der Kantorka (Kantorin). Das Buch endet mit der Befreiung aus der Mühle.

## Künstlerische Adaptionen

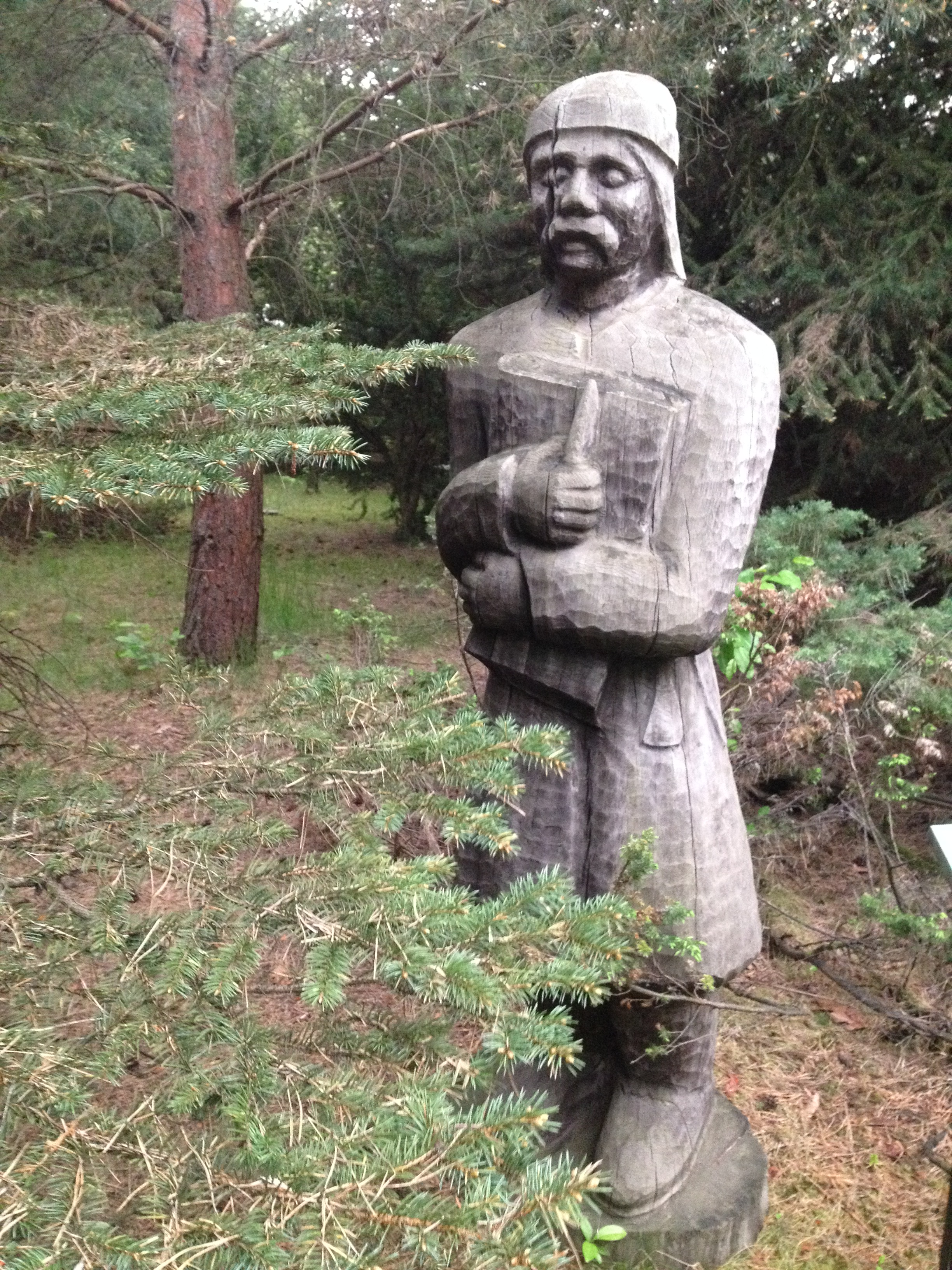
Krabat-Figur in Weißwasser, Jürgen Bergmann, 1989

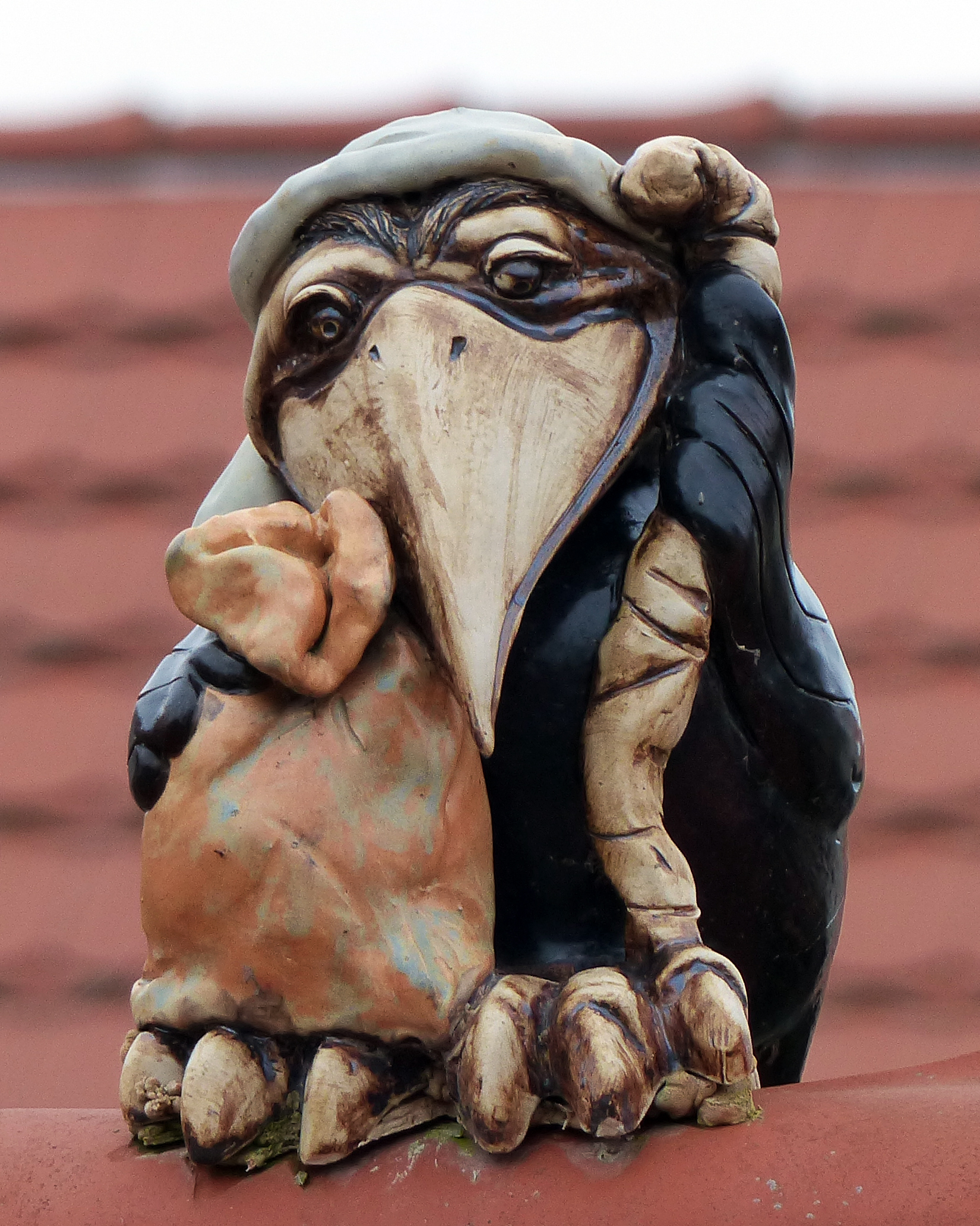
Krabat als Ton-Rabe auf Mauern in Schwarzkollm

### Bühnenbearbeitungen
- Die Kinderoper Krabat (1982) von Cesar Bresgen nach Preußlers Buch wurde 1983 uraufgeführt.
- Ebenfalls 1983 wurde im Düsseldorfer Marionetten-Theater das Stück Krabat nach dem Buch von Preußler uraufgeführt und zählt seitdem zu den festen Inszenierungen.
- 1997 wurde die zweiteilige Oper Die Legende vom Krabat an der Neuköllner Oper in Berlin von Winfried Radeke (Musik und Leitung), Peter Lund (Buch und Regie), Hans-Peter Kirchberg (Musikalische Leitung) uraufgeführt.
- 1994 wurde das Theaterstück Krabat von Nina Achminow im Prinzregententheater München uraufgeführt (Inszenierung Alexander Schulin, Bühnenbild Cornelia Brunn, Musik Estampie). Krabat: Konstantin Moreth, Der Meister: Joseph Hannesschläger, Kantorka: Juliane Kosarev
- 2003 führte der Heimatverein Groß Särchen e. V. das Theaterstück Nitscho rund um die Sagengestalt Krabat in Hoyerswerda auf.
- Im Mai 2007 erlebte Fredrik Zellers Oper Krabat, eine Vertonung des Romans von Preußler, am Nationaltheater Mannheim im Rahmen des Programms „Junge Oper“ ihre Uraufführung.
- In der Ballettoper Krabat oder Die Erschaffung der Welt von Enjott Schneider wurde der Stoff für die Bühne bearbeitet.
- Das Schweizer Theater-Pack (Fabrikpalast) von Aarau inszenierte im März 2009 Preußlers Jugendroman Krabat als Licht- und Schattentheater mit Menschenschatten und Masken.[7]
- Der Erlebnishof Krabatmühle in Schwarzkollm veranstaltet seit 2012 jährlich im Juli die Krabat-Festspiele,[8] eine Aufführung eines von mehreren eigens hierfür geschriebenen Schauspielen.
- Der deutsch-argentinische Choreograph Demis Volpi schuf sein Ballett Krabat nach dem Roman von Otfried Preußler für das Stuttgarter Ballett. Uraufführung war am 22. März 2013.
- Das Musical Krabat von Olav Kröger und Manuel Kressin hatte am 2. Juli 2021 Uraufführung am Theater Altenburg Gera[9][10]
- 2022 wurde die Rockoper Krabat von dem Komponisten-Kollektiv Himmelfahrt Scores und der Steampunk-Band Coppelius im Musiktheater im Revier uraufgeführt.[11]
- 2023 wurde die Rockoper „Die Schwarze Mühle“ nach Motiven der Krabat-Saga im Rahmen der Biennale Sindelfingen als eine Produktion der Jungen Bühne Sindelfingen e. V. uraufgeführt. Musik von Daniel Fix, Oliver Palotai und Ingo Sika, Texte von Ingo Sika.[12]

### Filme
- 1975 drehte Regisseur Celino Bleiweiß für das Fernsehen der DDR den Film Die schwarze Mühle nach Jurij Brězans gleichnamiger Krabat-Erzählung.
- 1977 entstand der tschechisch-bundesdeutsche Zeichentrickfilm Krabat des Regisseurs Karel Zeman, der eine Bearbeitung des Buches von Preußler zu Grunde legt, die auch für kleine Kinder geeignet ist (FSK ab 6).
- Am 9. Oktober 2008 kam Krabat, die aufwändige Realverfilmung des Romanes von Preußler, in die deutschen Kinos (und in Österreich am 28. November). Regie bei diesem mehr als acht Millionen Euro teuren Projekt führte Marco Kreuzpaintner, während David Kross (als Krabat), Daniel Brühl (als Tonda), Robert Stadlober (als Lyschko) und Paula Kalenberg (als Kantorka) die Hauptrollen bekleiden.
- 2011 legte der Trickfilmregisseur Jörg Herrmann mit dem Film Der siebente Rabe eine Neuerzählung der Krabat-Sage vor. Mit 70 Minuten Länge ist es der längste Silhouettenfilm der Welt.

### Musik
- 2006 begann die Musikformation ASP mit der Umsetzung der Sage in Form eines fünfzehnteiligen Krabat-Liederzyklus, der am 29. August 2008 als Konzeptalbum veröffentlicht wurde.

### Hörspiele
Im August 2008 entstand das 15-minütige Kurzhörspiel „Krabat und die schwarze Pumpe“ (von Daniel Ebert und Sebastian Tschöpel), das zu den Nominierten des „Premiere-im-Netz-2008“-Wettbewerbes im Rahmen der ARD-Hörspieltage gehörte. Dabei handelt es sich um eine Neuinterpretation mit Bezug zur damals aktuellen Tagebausituation in der Lausitz.
Die alte Krabat-Sage wird in dem Hörbuch „Krabat – Der Zauberer“ erzählt. (Oktober 2008, Sprecher: Heinz Drewniok, edition Sächsische Zeitung) Die Hörfassung beruht auf der Version aus dem Sagenbuch des Königreichs Sachsen.
Im Februar 2020 erschien in der Reihe Gruselkabinett des Labels Titania Medien eine Hörspielfassung von Marc Gruppe (Sprecher: Peter Weis, Tom Raczko, Axel Lutter, Sascha Wussow und Edda Fischer u. a.). Sie wurde 2021 mit dem Hörbuch-Publikumspreis des deutschen Buchhandels HörKules ausgezeichnet.

## Krabatfest
Alljährlich findet in der Region um Hoyerswerda und Wittichenau ein Krabatfest statt.

## Heraldik
Krabat ist als Heraldische Figur (Mann mit Rabenflügeln) Bestandteil des Wappens von Schwarzkollm. 

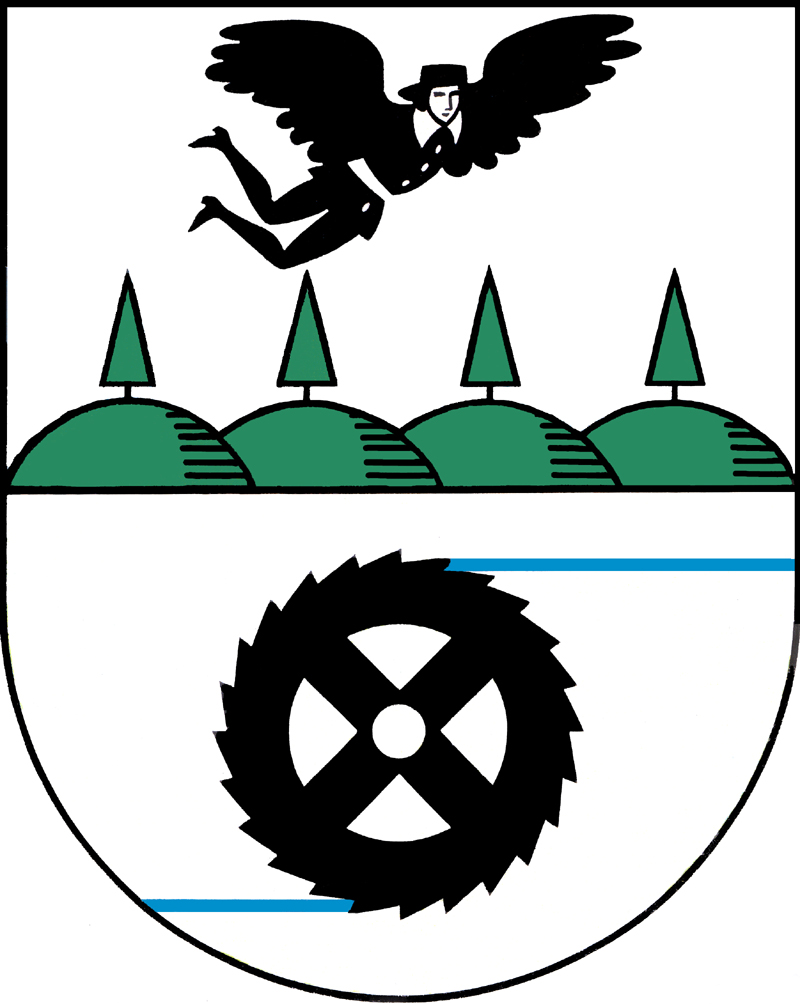
Wappen von Schwarzkollm

## Sonstiges

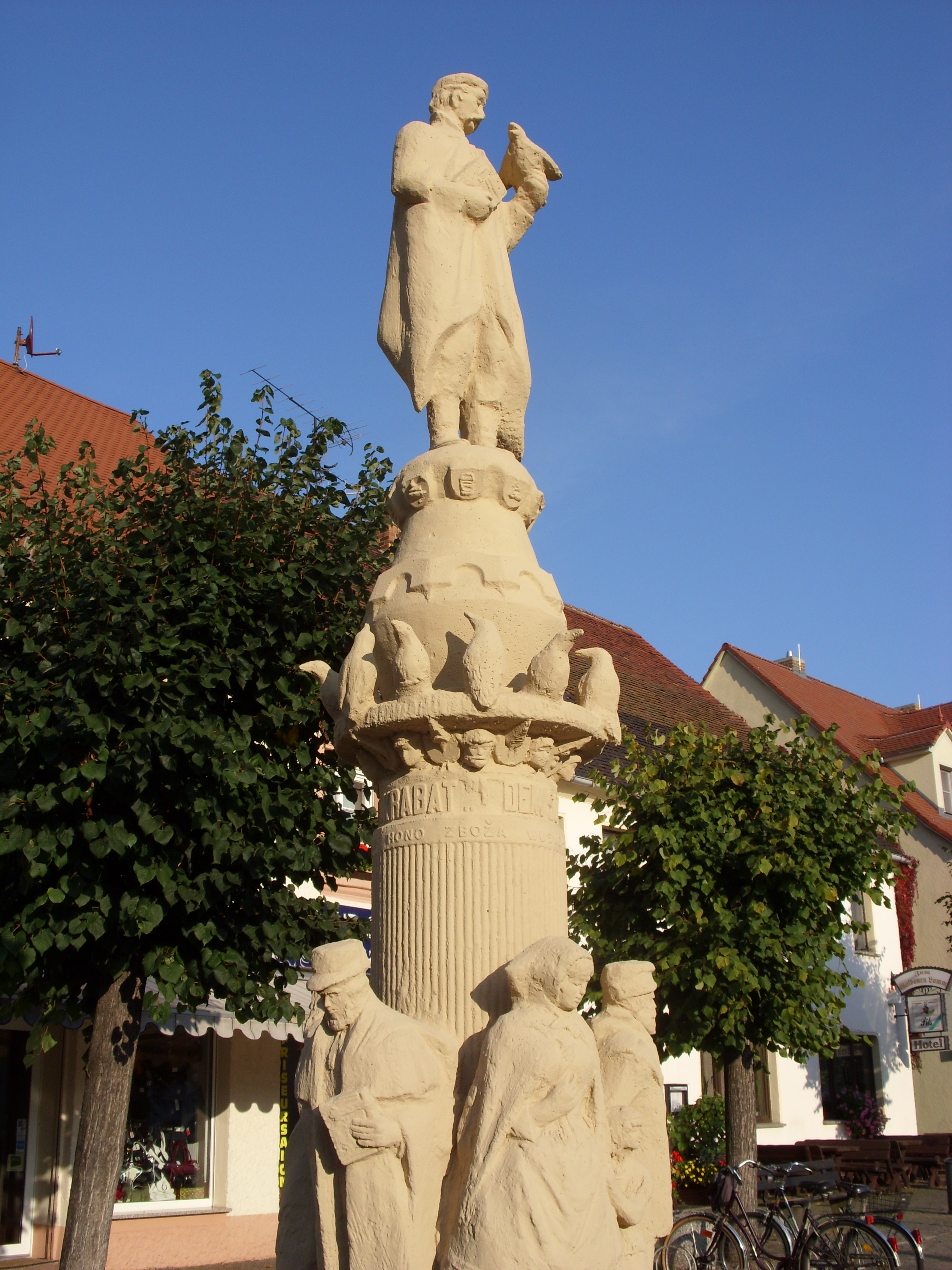
Krabatsäule in Wittichenau

- Aufgrund der Thematik der Verführung durch den Teufel wird Krabat auch der sorbische Faust genannt.
- Krabat und der schwarze Müller sind offizielle Botschafter der Oberlausitz.
- In Wittichenau steht eine Sandsteinsäule, die Krabatsäule, die Motive der Sage wiedergibt.
- Ebenfalls in Wittichenau gibt es eine Krabat-Grundschule.[16]
- Die deutsche Rockband Krabat (gegründet 1992) lehnt ihren Namen an die Volkssage an.
- Im Jahr 2001 wurde mit Krabat ist zurückgekehrt das erste Computerspiel (PC CD-ROM) in ober- und niedersorbischer Sprache veröffentlicht. Entwickelt wurde es von der Projektgruppe RAPAKI (sorb. die Raben) im Auftrag der Stiftung für das sorbische Volk.[17]
- Am 29. Oktober 2015 wurde ein Nachfolgespiel unter dem Titel Krabat und das Geheimnis des Wendenkönigs (Windows PC) veröffentlicht. Es repräsentiert zugleich das zweite in sorbischer Sprache entwickelte Computerspiel überhaupt. Das Spiel enthält obersorbische Sprachausgabe sowie eine niedersorbische und deutsche Textversion.[18]